# NGC 4017
NGC 4017 (другие обозначения — UGC 6967, IRAS11561+2743, MCG 5-28-65, ARP 305, ZWG 157.69, VV 424, KUG 1156+277, PGC 37705) — галактика в созвездии Волосы Вероники.
Этот объект входит в число перечисленных в оригинальной редакции «Нового общего каталога».
В галактике вспыхнула сверхновая SN 2007an типа II, её пиковая видимая звездная величина составила 17,5.
В галактике вспыхнула сверхновая SN 2006st типа II, её пиковая видимая звездная величина составила 18,3.
Галактика NGC 4017 входит в состав группы галактик NGC 4017. Помимо NGC 4017 в группу также входят NGC 4004, NGC 4008, NGC 4016 и IC 2982.